# Данијела Спаник
Данијела Спаник (рођена као Daniela Spanic Utrera, Каракас, Венецуела, 10. децембар 1973) је венецуелански модел и глумица. Њена сестра близнакиња Габријела Спаник је глумица.
Глумила је у теленовели Злобница у којој је Габријела играла главну улогу.

## Филмографија
| Улоге Данијеле Спаник |              |               |        |                                                                                          |
| Година                | Српски назив | Изворни назив | Улога  | Напомена                                                                                 |
| 1998.                 | Злобница     |               | Паола  | помоћник за кадрове у којима се појављују ликови близнакиња које тумачи Габријела Спаник |
| 2001.                 |              |               | Ванеса | помоћник за кадрове у којима се појављују ликови близнакиња које тумачи Габријела Спаник |
| 2002.                 | Сумња        |               | Бланка |                                                                                          |
| 2007.                 |              |               |        |                                                                                          |